# Anna Veith
Anna Veith (Hallein, 1989. június 18. –) olimpiai – és világbajnok osztrák alpesisíző.
A Halleinben Anna Fenninger néven született Anna Veith Adnet községben nőtt fel Salzburg tartományban. Tizenhét évesen indult első versenyén. Kezdetben mind az öt alpesisí szakágban versenyzett, de 2012-ben elhagyta a szlalomot. 2011-ben érte el első nemzetközi sikerét, amikor szuperóriás-műlesiklásban világbajnok lett és megnyerte a szakági világkupa-sorozatot. A 2014-es téli olimpián megnyerte a szuperóriás-műlesiklást és ezüstérmet szerzett óriás-műlesiklásban.
2015-ben mindkét versenyszámában aranyérmes lett a 2015-ös világbajnokságon. A 2018-as téli olimpián egyetlen századmásodperccel kapott ki a cseh Ester Ledeckától óriás-műlesiklásban és szerzett ezüstérmet.
2020 májusában bejelentette a visszavonulását.

## Világkupa-győzelmei

### Összetett
| Szezon | Szakág           |
| ------ | ---------------- |
| 2014   | Összetett        |
| 2014   | Óriás-műlesiklás |
| 2015   | Összetett        |
| 2015   | Óriás-műlesiklás |
| 2015   | Kombináció       |

### Versenygyőzelmek
Összesen 15 győzelem (11 óriás-műlesiklás, 3 szuperóriás-műlesiklás, 1 szuperkombináció)
| Dátum              | Helyszín               | Szakág                 |
| ------------------ | ---------------------- | ---------------------- |
| 2011. december 28. | Lienz                  | Óriás-műlesiklás       |
| 2012. december 29. | Semmering              | Óriás-műlesiklás       |
| 2013. március 3.   | Garmisch-Partenkirchen | Szuperóriás-műlesiklás |
| 2013. március 9.   | Ofterschwang           | Óriás-műlesiklás       |
| 2013. december 28. | Lienz                  | Óriás-műlesiklás       |
| 2014. március 6.   | Åre                    | Óriás-műlesiklás       |
| 2014. március 7.   | Åre                    | Óriás-műlesiklás       |
| 2014. március 16.  | Lenzerheide            | Óriás-műlesiklás       |
| 2014. október 25.  | Sölden                 | Óriás-műlesiklás       |
| 2015. február 21.  | Maribor                | Óriás-műlesiklás       |
| 2015. március 1.   | Bansko                 | Szuperkombináció       |
| 2015. március 2.   | Bansko                 | Szuperóriás-műlesiklás |
| 2015. március 13.  | Åre                    | Óriás-műlesiklás       |
| 2015. március 22.  | Méribel                | Óriás-műlesiklás       |
| 2017. december 17. | Val-d’Isère            | Szuperóriás-műlesiklás |